# Anders af Håkansson
Anders af Håkansson, före adlandet 1801 Håkansson, född 21 oktober 1749 i Lösens socken i Blekinge, död 10 april 1813 i Stockholm, var en svensk friherre, politiker och ämbetsman; landshövding i Blekinge län 1800–1812. Han adlades 1801 med nummer 2177 på Riddarhuset och upphöjdes 1809 till friherre med nummer 339.
Anders af Håkansson var en framträdande riksdagsman, Gustav III:s nära förtrogne, och uppburen politiker. Han medverkade i viss del till utformandet av 1809 års regeringsform med det så kallade Håkanssonska förslaget som lades fram i maj 1809. Riksdagen gav Konstitutionsutskottet med Hans Järta i spetsen i uppdrag att omarbeta förslaget vilket resulterade i den regeringsform som godkändes 6 juni 1809.

## Biografi
Anders af Håkansson var son till Olof Håkansson och dennes andra hustru Brigitta Katarina Timell. Han blev 1767 auskultant i Göta hovrätt och redan 1771, på grund av faderns förtjänster, häradshövding över Blekinge läns östra domsaga samt erhöll 1788 lagmans namn och värdighet.
Efter att samma år ha blivit justitieborgmästare i Karlskrona utsågs han 1789 till riksdagsfullmäktig i borgarståndet för Karlskrona stad. Vid riksdagen kallades han till ledamot av hemliga utskottet och var en av Förenings- och säkerhetsaktens befrämjare. Kungens förtroende kallade efter riksdagens slut Håkansson till ledamot av Rikets ärendens allmänna beredning samt 1790 till ordförande i förvaltningen av handels- och finansärendena, till föredragande av dessa ärenden i konungens konselj och till ledamot av krigs- och kammarkonseljerna. Håkansson var den verklige finansministern under de följande åren av Gustav III:s regering. Vid kungens utrikesresa 1791 förordnades han till ledamot av regeringen och var en av kommissarierna vid avslutandet av Drottningholmstraktaten med Ryssland.
Vid riksdagen i Gävle 1792 var han återigen riksdagsfullmäktig och ledamot i hemliga utskottet. Samma år entledigades Håkansson efter kungens död från befattningen med finansärendena och i april 1793 från sin plats i Beredningen men återkallades när Gustav IV Adolf som myndig övertog styrelsen 1796.
1800 var Håkansson åter riksdagsfullmäktig och ledamot av hemliga utskottet samt utnämndes samma år till landshövding i Blekinge. Han upphöjdes 1801 i adligt och 1809 i friherrligt stånd. Efter Gustav IV Adolfs avsättning utarbetade Håkansson på regeringens uppdrag ett förslag till ny författning vilket i flera hänseenden låg till grund för den slutliga regeringsformen, 1809 års regeringsform.
Regeringen utsåg honom till bondeståndets sekreterare vid riksdagen 1809 men lämnade inom kort detta uppdrag då bondeståndet protesterade mot utnämningen av en adelsman till denna befattning. Som sin ätts huvudman bevistade Håkansson riksdagarna 1809 och 1812 och var vid den sistnämnda ledamot av stats- och bevillningsutskotten samt av det utskott som förordnades till utredning av vissa frågor rörande riksståndens privilegier. 1812 befordrades han till president i Kommerskollegium.
Håkansson gifte sig 1771 med Anna Katarina Fehrman, dotter till medaljgravören Daniel Fehrman. Han slöt själv sin ätt.